# 四国物産
四国物産株式会社（しこくぶっさん）は、本社は香川県観音寺市に本社を置く企業で、食肉・肉類加工品・パン類の製造販売を行うほか、ガソリンスタンドの運営・農業関連資材の販売などを行っている。

## 概要
- 企業名：四国物産株式会社
- 沿革：1918年（大正7年）5月19日 設立
- 代表者：代表取締役社長 今宮 翼
- 資本金：5600万円
- 本社所在地：香川県観音寺市昭和町二丁目4番5号
  - 支店：3か所（帯広市・新居浜市・高松市）
  - 営業所：3か所（高知市・大阪市・松山市）
  - 工場：1か所（三豊市）